# Пролив Сноу
Пролив Сноу (Быстрый) — пролив в Тихом океане, отделяет остров Чирпой от острова Брат-Чирпоев (субархипелаг Чёрные Братья в средней группе Большой Курильской гряды). Соединяет Охотское море и Тихий океан, по нему из Тихого океана в Охотское море затекает ответвление холодного Курильского течения.
Длина около 7 км. Минимальная ширина 3 км. Максимальная глубина свыше 500 м. Берег обрывистый, гористый.
В проливе выделяются мысы Сатаив, Лазурный (Чирпой); Самотуга, Семенова (Брат Чирпоев). На северном побережье пролива встречаются подводные и надводные камни. В южной части пролива расположены остров Морская Выдра и скала Отшельник.
В восточной части пролива сильное приливное течение.
Пролив назван в честь англичанина Генри Джеймса Сноу (1848—1915), который охотился у Курильских островов между 1873 и 1896 годами.
Берега пролива не заселены.
Пролив Сноу находится в акватории Сахалинской области.

## См.также
- Курильские проливы